# 瓦島管舌雀
瓦島管舌雀（学名：Paroreomyza maculata）是歐胡島的一種細小管舌鳥。牠們呈褐黃色，喙細小而呈藍色。牠們約4吋長，尾巴細小但有色彩鮮艷的羽毛。牠們主要吃藏身在樹皮下的無脊椎動物，利用其喙來撕開樹皮及特有的舌頭來吃昆蟲。
其种加词“maculata”意为“有斑点的”。
瓦島管舌雀現正列為極危物種，很有可能因疾病、入侵物種及失去棲息地而已經滅絕。最後確實見到牠們是於1985年，但間中亦有一些未確認的報告。

## 外部連結
- BirdLife Species Factsheet （页面存档备份，存于）
- 瓦島管舌雀的立體圖 （页面存档备份，存于）